# 三重護山宮
三重護山宮，位於臺灣新北市三重區，為主祀護國尊王張巡之道教廟宇。該建物興建於1973年，今為位於三重之仿古廟宇建築，另外，該廟宇的組織型態為財團法人制。

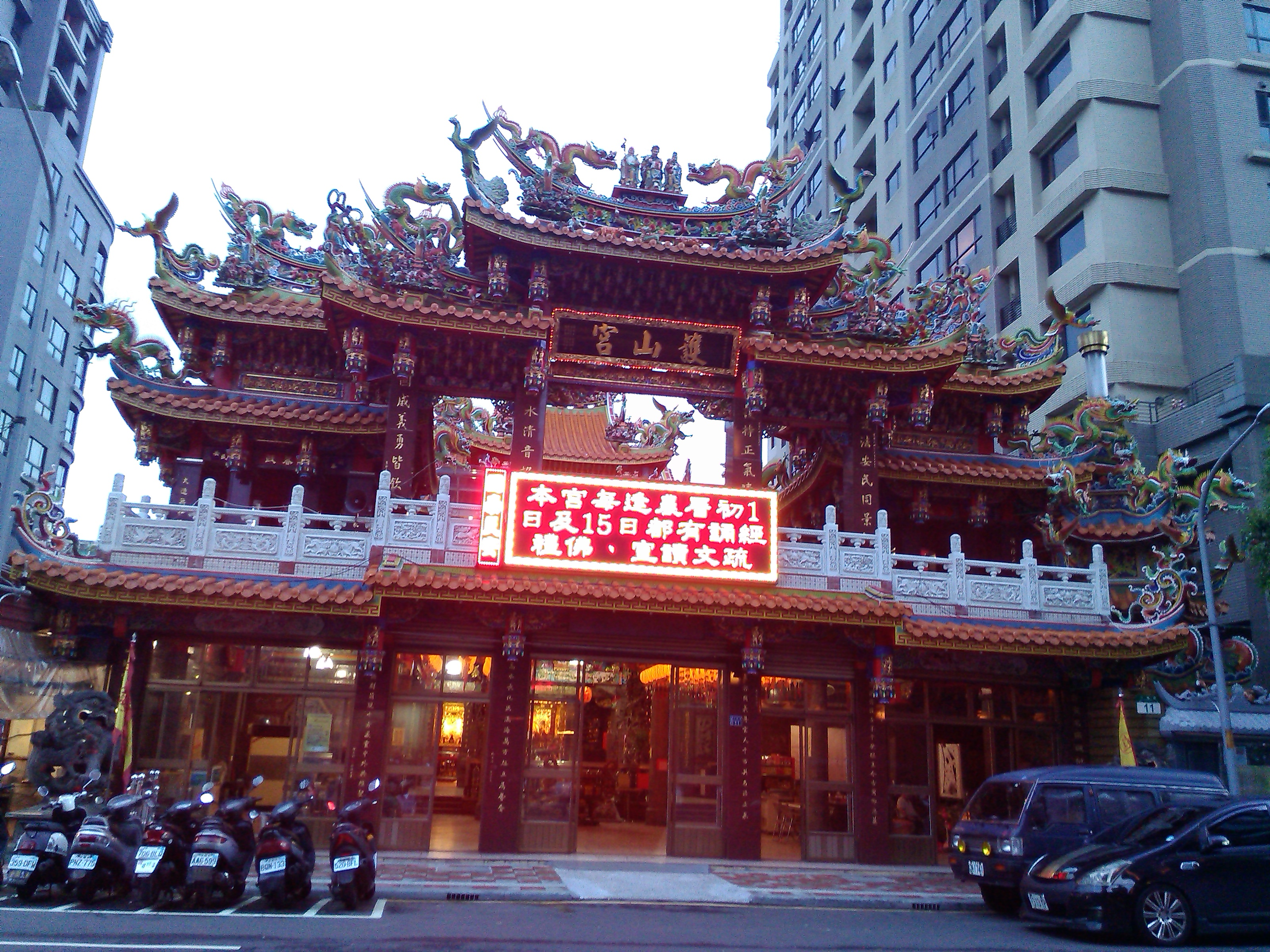
三重護山宮

## 祀神
主祀護國尊王張巡，配祀清水祖師、中壇元帥
。

## 簡史
河南邵姓家族遷居閩南泉州府同安縣開墾。明代洪武年間邵氏族人自安溪請来護國尊王張巡與清水祖師香火，在同安縣西山建“半山宫”奉祀。
清乾隆四十一年（1776年）邵蕤春等二十九戶邵姓人家，奉西山半山宮護國尊王與清水祖師抵達臺北，在二重、過田、菜寮一帶開墾，1972年邵家後裔邵克正有感於神明靈驗，還願獻地，邵姓族人紛紛檀施，1973年建廟，1992年重修竣工。
1993年、2013年皆有大建醮祭典，廟會盛況空前。

## 特色
本廟熱心公益，平時就時常濟貧，或發放獎學金激勵清寒家庭、優秀學子，曾在八仙樂園彩色派對火災時捐款新臺幣100萬元，並連捐三輛復康巴士予新北市政府。
1994年本廟眾弟子回到中國大陸同安祖廟「同安半山宮」拜謁，並捐資人民幣200萬元擴建殿宇，「同安半山宮」為紀念此厚情濃誼，改名為「同安護山宮」。